# Glischropus aquilus
Glischropus aquilus és una espècie de ratpenat de la família dels vespertiliònids. És endèmic de Sumatra (Indonèsia). És un ratpenat de petites dimensions, amb una llargada de cap a gropa de 35,4 mm, els avantbraços de 32,2 mm, la cua de 6,2 mm, els peus de 6,2 mm, les orelles d'11 mm i un pes de fins a 4,8 g. Com que fou descoberta fa poc, encara no se n'ha avaluat l'estat de conservació.